# Chuck Palahniuk
Pour les articles homonymes, voir Palahniuk.
Œuvres principales
- Fight Club
- Choke
- Peste

Compléments
- Influencé par Albert Camus, Bret Easton Ellis, Don DeLillo, Friedrich Nietzsche, Ira Levin, Michel Foucault, Amy Hempel, Denis Johnson, Thom Jones, Mark Richard, Tom Spanbauer, Søren Kierkegaard, Ken Kesey, Breece D'J Pancake
- Influença Tucker Max, Edward Norton, Panic at the Disco, Fightstar

Charles Michael « Chuck » Palahniuk [tʃʌk ˈpɔːlənɪk], né le 21 février 1962 à Pasco dans l'État de Washington, est un romancier satirique américain et un journaliste indépendant. 
Après des études de journalisme qui ne lui permettent pas de vivre de ce métier, il devient mécanicien pendant 10 ans. Il écrit à cette époque Monstres Invisibles qui est refusé par les éditeurs en raison de son contenu trop provocant. Il entreprend alors l'écriture de Fight Club qui rencontre un succès notable et est porté à l'écran en 1999 par David Fincher. Il est assimilé au mouvement dit d'anticipation sociale.

## Jeunesse
Palahniuk est né à Pasco, Washington. Il est le fils de Carol Adele (née Tallent) et Fred Palahniuk,. Il a des ancêtres français et ukrainiens. Son grand-père paternel a émigré d'Ukraine au Canada puis à New York en 1907. Palahniuk a grandi dans un mobile home, dans les environs de Burbank, Washington avec sa famille. Ses parents se sont séparés lorsqu'il avait 14 ans et ont divorcé, le laissant lui et ses trois frères et sœurs chez leurs grands-parents dans leur ranch à bétail situé dans l'état  :
Eastern Washington. Palahniuk a reconnu dans une interview de 2007 qu'il est un neveu éloigné de l'acteur Jack Palance, et que sa famille avait parlé de relations éloignées avec Palance.
Dans la vingtaine, Palahniuk est étudiant en journalisme à l'Université de l'Oregon, obtenant son diplôme en 1986. Pendant ses études à l'université, il a travaillé comme stagiaire pour le National Public Radio station membre KLCC en Eugene, Oregon. Il s'installe à Portland peu après. Après avoir écrit pour le journal local pendant une courte période, il a commencé à travailler pour Freightliner en tant que mécanicien de moteurs diesels, en continuant dans le même emploi jusqu'à ce que sa carrière d'écrivain décolle. Pendant ce temps, il a également écrit des manuels sur la réparation des poids lourds et eut un passage en tant que journaliste. Après avoir assisté par hasard à un séminaire d'introduction gratuit organisé par une organisation appelée Landmark Education, Palahniuk a quitté son emploi de journaliste en 1988. Voulant faire plus de sa vie que son simple travail de journaliste, Palahniuk fait également du bénévolat pour les sans-abri. Plus tard, il fit aussi du bénévolat dans un hospice, il a assuré le transport des personnes malades en phase terminale et les amena à soutenir les réunions de groupe. Il cessa de faire du bénévolat à la mort d'un patient auquel il s'était attaché.
Palahniuk est également membre de la Cacophony Society.

## Style d'écriture
Le style d'écriture de Palahniuk a été influencé par des auteurs comme le minimaliste Tom Spanbauer (qui a enseigné à Palahniuk, à Portland, de 1991 à 1996), Amy Hempel, Marc Richard, Denis Johnson, Thom Jones et Bret Easton Ellis. Dans ce que l'auteur appelle une approche minimaliste, ses écrits utilisent un vocabulaire limité et des phrases courtes pour simuler la manière dont un individu moyen raconterait une histoire. Dans une interview, il dit qu'il préfère écrire avec des verbes au lieu d'écrire avec des adjectifs. Les répétitions de certaines lignes dans les récits des histoires (ce que Palahniuk qualifie de « chœurs ») sont l'un des aspects les plus courants de son style d'écriture, et se trouvent dispersés dans la plupart des chapitres de ses romans. Ainsi dans Choke, Palahniuk fait régulièrement commencer la phrase suivante par un mot chaque fois différent : "[mot] n'est pas vraiment le mot qui convienne, mais c'est le premier qui vient à l'esprit". Palahniuk a dit qu'il y avait également quelques chœurs entre les romans, la couleur de bleu barbeau et la ville de Missoula, Montana apparaissant dans l'ensemble de ses livres. [citation nécessaire] Les personnages des contes de Palahniuk brisent souvent en apartés philosophiques (soit par le narrateur au narrataire, ou par le dialogue interne - parole du narrateur, monologue), offrant de nombreuses théories et opinions non-conformistes, souvent misanthropes ou sombrement absurdes dans leur nature, avec des questions complexes comme la mort, la morale, l'enfance, la parentalité, la sexualité et Dieu.
Nombre des idées dans ses romans sont influencées par la Philosophie continentale et les penseurs tels que Michel Foucault et Albert Camus.

## Œuvres

### Romans
- Fight Club (Fight Club, 1996). Trad. Freddy Michalski - Prix de la Pacific Northwest Booksellers Association
  - Paris : Gallimard, avril 1999, 264 p. (La Noire)  (ISBN 2-07-074855-3)
  - Paris : Gallimard, mars 2002, 291 p. (Folio SF no 95)  (ISBN 2-07-042240-2)
- Survivant (Survivor, 1999). Trad. Freddy Michalski
  - Paris : Gallimard, février 2001, 365 p. (La Noire)  (ISBN 2-07-075627-0)
  - Paris : Gallimard, mars 2004, 365 p. (Folio Policier no 327). Ouvrage paginé à l'envers  (ISBN 2-07-031446-4)
- Monstres invisibles (Invisible Monsters, 1999). Trad. Freddy Michalski
  - Paris : Gallimard, février 2003, 300 p. (La Noire)  (ISBN 2-07-076030-8)
  - Paris : Gallimard, mars 2007, 343 p. (Folio Policier no 457)  (ISBN 978-2-07-034393-5)
- Choke (Choke, 2001). Trad. Freddy Michalski
  - Paris : Denoël, mai 2002, 349 p. (Denoël & d'ailleurs)  (ISBN 2-207-25363-5)
  - Paris : Gallimard, avril 2005, 383 p. (Folio Policier no 370)  (ISBN 2-07-030552-X)
- Berceuse (Lullaby, 2002). Trad. Freddy Michalski
  - Paris : Gallimard, mars 2004, 315 p. (La Noire)  (ISBN 2-07-076649-7)
  - Paris : Gallimard, avril 2006, 362 p. (Folio Policier no 412)  (ISBN 2-07-033689-1)
- Journal intime (Diary, 2003). Trad. Freddy Michalski
  - Paris : Gallimard, avril 2005, 335 p. (La Noire)  (ISBN 2-07-030230-X)
  - Paris : Gallimard, octobre 2009, 366 p. (Folio Policier no 565)  (ISBN 978-2-07-039880-5)
- À l'estomac (Haunted, 2006). Trad. Bernard Blanc
  - Paris : Denoël, septembre 2006, 536 p. (Denoël & d’ailleurs)  (ISBN 2-207-25703-7)
  - Paris : Gallimard, avril 2008, 594 p. (Folio Policier no 502)  (ISBN 978-2-07-035564-8)
- Peste (Rant, 2007). Trad. Alain Defossé
  - Paris : Denoël, janvier 2008, 438 p. (Denoël & d’ailleurs)  (ISBN 978-2-20-725968-9)
  - Paris : Gallimard, mai 2009, 432 p. (Folio SF no 342)  (ISBN 2-07-038974-X)
- Snuff (Snuff, 2008). Trad. Christophe Claro
  - Paris : Sonatine, septembre 2012, 125 p.  (ISBN 978-2207260661)
  - Paris : Points, septembre 2013, 212 p.  (ISBN 978-2757831816)
- Pygmy (Pygmy, 2009). Trad. Bernard Cohen
  - Paris : Denoël, avril 2010, 288 p. (Denoël & d’ailleurs)  (ISBN 978-2-207-26132-3)
- Tell-All, 2010
- Damnés (Damned, 2011). Trad. Héloïse Esquié
  - Paris : Sonatine, août 2014, 320 p.  (ISBN 978-2-35584-257-3)
  - Paris : Points, mars 2016  (ISBN 978-2757831809)
- Invisible Monsters Remix, 2012
- Le Purgatoire (Doomed (en), 2013). Trad. Héloïse Esquié
  - Paris : Sonatine, 8 juin 2017, 288 p.  (ISBN 978-2-35584-315-0)
- Orgasme (Beautiful You, 2014). Trad. Clément Baude
  - Paris : Sonatine, mars 2016  (ISBN 978-2355843600)
  - Paris : Points, mars 2017  (ISBN 978-2757864494)
- Adjustment Day, 2018
- The Invention of Sound, 2020
- Not Forever, But For Now, 2023

### Récit, recueils de nouvelles et roman graphique
- Fugitives and Refugees: A Walk in Portland, Oregon, 2003
- Le Festival de la couille et autres histoires vraies (Stranger than Fiction, 2004). Trad. Bernard Blanc
  - Paris : Denoël, avril 2005, 297 p. (Denoël & d'ailleurs)  (ISBN 2-207-25648-0)
  - Paris : Gallimard, octobre 2009, 370 p. (Folio)  (ISBN 978-2-07-032051-6)
- Make Something Up: Stories You Can't Unread, 2015
- Fight Club 2 (Fight Club 2, 2016). Trad.Héloïse Esquié. Roman graphique illustré par Cameron Stewart
  - Paris : Super 8, avril 2016, 304 p.  (ISBN 978-2370560445)
  - Paris : Gallimard, octobre 2017, 272 p. (Folio SF no 587)  (ISBN 978-2072702051)

## Adaptations au cinéma
- 1999 : Fight Club
- 2008 : Choke

## Extraits
Deux liens externes :
- (en) Guts, la nouvelle en VO - Site de l'auteur
- (fr) Berceuse - Chuck Palahniuk